# Branchinella hardingi
Branchinella hardingi är en kräftdjursart som först beskrevs av Qadri och Baqai 1956.  Branchinella hardingi ingår i släktet Branchinella och familjen Thamnocephalidae. Inga underarter finns listade.